# Topielica (ballada)
Topielica (oryg. ukr. Утоплена) – ballada Tarasa Szewczenki datowana w rękopisie na 8 grudnia 1841. 

## Okoliczności powstania utworu
Utwór został napisany przez Szewczenkę z myślą o publikacji w almanachu Молодик, gdzie też ukazał się po raz pierwszy w wydaniu na 1843. Topielica była jedną z ballad okresu wczesnej twórczości poetyckiej Szewczenki, powstałą cztery lata po napisaniu Urzeczonej i dwa lata po Topoli. Podobnie jak wymienione utwory, również i ta ballada powstała w nawiązaniu do znanej Szewczence romantycznej tradycji polskiej i rosyjskiej, łącząc ją z typowo ukraińskimi podaniami ludowymi. 

## Treść
Podmiot liryczny wiersza opowiada grupie dziewcząt o dwóch widmach pojawiających się na brzegu pobliskiego zarośniętego i porzuconego stawu. Wspomina, że wiele lat temu we wsi żyła młoda zamożna wdowa. Była ona kobietą atrakcyjną i miała wielu kochanków, z czym bynajmniej się nie kryła. Owocem jednego z wielu romansów z jednym z Kozaków była córka Hanna. Wdowa oddała ją na wychowanie obcym ludziom, by móc nadal prowadzić dawny tryb życia. Kiedy Hanna stała się młodą kobietą, jej matka zestarzała się i straciła powodzenie u mężczyzn, którzy teraz interesowali się jej córką. Wdowa zaczęła zazdrościć Hannie, zaczęła obrażać ją publicznie i bić. Wreszcie próbowała bez powodzenia otruć córkę, a gdy zdobyta trucizna nie dała spodziewanego rezultatu - podstępem wepchnęła ją do stawu, tonąc razem z nią. Świadkiem tego momentu był zakochany w Hannie rybak, który rzucił się dziewczynie na pomoc. Wydobył ją z wody, jednak już nieżywą. Wówczas sam z rozpaczy rzucił się do tego samego stawu. Miejsce to zostało uznane przez ludzi za przeklęte. Tylko nocą duchy trojga utopionych pojawiały się na brzegu - matka rwała na sobie włosy, gdy rybak całował Hannę siedzącą na piasku. 

## Cechy utworu
Topielica jest utworem wyraźnie zakorzenionym w tradycji romantycznej. Jej fabuła oparta jest na ludowym podaniu, utwór stylizowany jest - poprzez zwroty podmiotu lirycznego do "ciekawych dziewcząt" i umiejscowienie akcji w znanej zarówno nadawcy jak i odbiorcy przestrzeni "naszej wiosce" - na tradycyjną ukraińską ustną opowieść. Dzieło zawiera elementy fantastyczne typowe dla romantyzmu (czary, duchy), łącząc je - podobnie jak inne młodzieńcze ballady Szewczenki - z plastycznymi opisami ukraińskiego pejzażu, które otwierają i zamykają balladę. Podmiot liryczny wyraźnie prezentuje swoje oceny opisywanych sytuacji, potępiając zachowanie matki w stosunku do córki, jak i jej wcześniejszą rozwiązłość. W porównaniu z wcześniejszymi romantycznymi balladami Szewczenki znacznie bardziej pogłębiony jest rysunek psychologiczny postaci, jak i społeczne tło ich postępowania, co zapowiada realizm późniejszych wierszy o tematyce obyczajowej tego autora. Również elementy fantastyczne odgrywają mniejszą w porównaniu z wymienionymi utworami rolę w fabule dzieła. 
Szewczenko dokonał szeregu poprawek, głównie językowych, w balladzie po jej pierwszej publikacji, przygotowując utwór do ponownego druku w rozszerzonym wydaniu Kobziarza z 1860. Topielica była tłumaczona na język polski przez Włodzimierza Słobodnika i Edwarda Wyłomowskiego.